# 日本三大急流
日本三大急流（にほんさんだいきゅうりゅう）とは日本の河川のうち、特に流れの速いものに関する名数。
日本三急流（にほんさんきゅうりゅう）、あるいは単に三急流とも言う。

## 概要
次の河川を指す。
- 富士川（長野県・山梨県・静岡県）[4][5]
- 球磨川（熊本県）[4][5]
- 最上川（山形県）[4][5]

暗記のための語呂合わせに「ふじみのくまさんもがいてる」というものがある。
これらより急流な河川に常願寺川（富山県）（水源の標高2661メートルに対し、河川の延長は56キロ）があるが、知名度の点から含められていない。